# SNL Polska
Saturday Night Live Polska (częściej jako SNL Polska) – polska edycja amerykańskiego programu Saturday Night Live. Produkowany był na licencji NBC Universal przez firmę Rochstar, na zlecenie polskiego oddziału Showmax.
Program trwał między 50 a 70 minut i był nadawany na żywo w soboty o 21.00 ze studia w Warszawie. Każdy odcinek składał się z serii skeczy oraz parodii w wykonaniu stałej grupy komików i jednego gościa (prowadzącego) – zwykle znanej osoby ze świata rozrywki, sportu lub polityki. W każdym programie występował również zaproszony gość muzyczny. Czasami w programie pojawia się także gość specjalny, który podobnie jak prowadzący brał udział w skeczach.
Wszystkie odcinki SNL Polska dostępne były za pośrednictwem płatnej platformy Showmax (obecnie niedostępna w Polsce). Emisja czterech pierwszych odcinków była jednak dostępna bezpłatnie zarówno dla niezarejestrowanych użytkowników platformy Showmax, jak i na oficjalnym kanale YouTube programu.

## Formuła
Każde wydanie rozpoczyna się politycznym cold opening, czyli otwarciem programu jeszcze przed czołówką, a odgrywany skecz na żywo musi odnosić się do bieżących wydarzeń z polityki. Zawsze kończy się zbliżeniem na twarz występującego, który mówi: Na żywo z Warszawy, to jest »SNL Polska«.
W dalszej części emitowana jest czołówka, w której przedstawiani są aktorzy, prowadzący danego odcinka i gość muzyczny. Następnie gospodarz odcinka wygłasza monolog, który w większej części dotyczy jego samego.
Podczas audycji przedstawiane są zarówno skecze odgrywane na żywo, jak i wcześniej przygotowane materiały filmowe, przeważnie będące parodią lub wymagające odpowiedniego montażu. Pomiędzy scenkami na muzycznej scenie dwukrotnie występuje gość muzyczny.
Stałym punktem programu jest również serwis informacyjny Weekend Update, relacjonujący wybrane wydarzenia z ostatniego tygodnia, opatrzony sarkastycznymi komentarzami. Prezenterami każdego wydania są Laura Breszka i Kamil Pruban.

## Obsada programu
Zgodnie z kolejnością wymieniania w czołówce:
- Laura Breszka,
- Szymon Mysłakowski,
- Magdalena Smalara,
- Sebastian Stankiewicz,
- Monika Babula,
- Michał Meyer,
- Karolina Piechota,
- Mateusz Grydlik,
- Michał Zieliński,
- Helena Ganjalyan,
- Kamil Pruban.

## Lista odcinków

### Seria 1. (2017–2018)
| Nr | Data emisji      | Prowadzący           | Gość muzyczny      | Gość specjalny | Czas trwania | Cold opening                                          |
| -- | ---------------- | -------------------- | ------------------ | --- | ------------ | ----------------------------------------------------- |
| 1  | 2 grudnia 2017   | Piotr Adamczyk       | Daria Zawiałow     | | 69 minut     | Zjarek                                                |
| 2  | 9 grudnia 2017   | Michał Piróg         | Julia Marcell      | | 56 minut     | Nie płacz za mną dobra zmiano                         |
| 3  | 16 grudnia 2017  | Jakub Gierszał       | Natalia Kukulska   | | 58 minut     | Przemówienie premiera                                 |
| 4  | 23 grudnia 2017  | Robert Biedroń       | KAMP!              | Anja Rubik | 52 minuty    | Przemówienie Putina                                   |
| 5  | 6 stycznia 2018  | Igor Kwiatkowski     | Natalia Nykiel     | Tomasz Zimoch | 58 minut     | Przemówienie Macierewicza                             |
| 6  | 13 stycznia 2018 | Joanna Krupa         | Bisz i Radex       | | 54 minuty    | Gniew Donalda Tuska                                   |
| 7  | 20 stycznia 2018 | Tomasz Karolak       | Grzegorz Hyży      | Mateusz Król | 61 minut     | Przemówienie Ziobry                                   |
| 8  | 27 stycznia 2018 | Olga Bołądź          | Margaret           | Sebastian Fabijański | 50 minut     | Piknik faszystów                                      |
| 9  | 3 lutego 2018    | Filip Chajzer        | Xxanaxx            | JDabrowsky, Zygmunt Chajzer | 58 minut     | Orędzie premiera Morawieckiego                        |
| 10 | 10 lutego 2018   | Piotr Cyrwus         | Krzysztof Zalewski | | 54 minuty    | Fakty po faktach z Kukizem                            |
| 11 | 17 lutego 2018   | Piotr Stramowski     | Julia Pietrucha    | Katarzyna Warnke | 56 minut     | Morawiecki i Merkel                                   |
| 12 | 24 lutego 2018   | Piotr Gąsowski       | Żabson             | | 53 minuty    | Konferencja prasowa Lecha Wałęsy i Grzegorza Schetyny |
| 13 | 3 marca 2018     | Katarzyna Pakosińska | Editors            | | 54 minuty    | Przemówienie Andrzeja Dudy                            |
| 14 | 10 marca 2018    | Izabella Miko        | Natalia Przybysz   | | 57 minut     | Ostatnia miesięcznica                                 |
| 15 | 17 marca 2018    | Weronika Rosati      | Pola Rise          | Jakub Gierszał, Filip Chajzer, Katarzyna Pakosińska, Izabella Miko, Piotr Cyrwus, Piotr Gąsowski, Michał Piróg, Igor Kwiatkowski | 56 minut     | Przemówienie premiera                                 |

## Role stałe
W programie stali aktorzy często odgrywają rolę, więcej niż w tylko jednym odcinku (najczęściej w politycznym cold openigu). Do stałych ról należą m.in.:
- Michał Zieliński jako Jarosław Kaczyński, Lech Wałęsa, Donald Tusk, Radosław Majdan, Zbigniew Ziobro, Jan Paweł II,
- Monika Babula jako Beata Szydło, Monika Olejnik,
- Szymon Mysłakowski jako Mateusz Morawiecki,
- Kamil Pruban jako Andrzej Duda, Józef Piłsudski,
- Michał Meyer jako Ryszard Petru, Kuba Wojewódzki, Paweł Kukiz, Robert Lewandowski,
- Mateusz Grydlik jako Władimir Putin, Wojciech Cejrowski, Angela Merkel,
- Laura Breszka jako Małgorzata Rozenek-Majdan, Aldona Anna Giedyminówna,
- Magdalena Smalara jako Danuta Holecka, Hanna Gronkiewicz-Waltz,
- Sebastian Stankiewicz jako Popek Monster, Patryk Jaki, Grzegorz Schetyna, Kamil Stoch, Patryk Vega, Adam Nawałka,
- Helena Ganjalyan jako Anna Lewandowska

## Weekend Update
Od 27 października 2018 r. ma miejsce emisja nowych wydań wyłącznie serwisu informacyjnego, jako osobny program. Emisja samego Weekend Update to znany z amerykańskiego oryginału sposób na podtrzymanie zaangażowania pomiędzy sezonami. Prowadzącymi pozostali Laura Breszka i Kamil Pruban.
Odcinki udostępniane są w soboty o 21.00 w serwisie Showmax, a następnego dnia o 20.20 można je oglądać w Telewizji WP. Nagrania odbywają się z udziałem publiczności, metodą live to tape. W sumie miało powstać dziesięć kilkunastominutowych wydań.
Program powstawał w ramach partnerstwa Showmax z NBCUniversal International Formats, międzynarodowego dystrybutora marki SNL, z ramienia platformy Showmax Polska produkcją programu zajmuje się Jerzy Dzięgielewski.

### Doniesienia
Tę samą formułę przyjął satyryczny program „Doniesienia”, którego osiem kilkunastominutowych odcinków miała udostępniać należąca do Grupy TVN platforma Player. Ostatecznie program ukazał się tylko raz (21 czerwca 2020). Występować w nim miały osoby znane z SNL Polska i Weekend Update – m.in. Kamil Pruban, Laura Breszka, Michał Zieliński, Szymon Mysłakowski, Helena Ganjalyan. Program funkcjonował jako autorski format nadawcy.